# Цанген, Густав фон
Густав Адольф фон Цанген (нем. Gustav-Adolf von Zangen; 7 ноября 1892 — 1 мая 1964) — немецкий офицер, участник Первой и Второй мировых войн, генерал пехоты, кавалер Рыцарского креста с Дубовыми листьями.

## Начало военной карьеры
24.2.1910 поступил на военную службу фаненюнкером (кандидатом в офицеры) в гвардейский пехотный полк; 18.8.1912 произведен в лейтенанты.

## Первая мировая война
Командовал ротой. С августа 1915 — старший лейтенант. С 1917 — на штабных должностях. Был ранен.

## Между мировыми войнами
В июне 1919 г. поступил на службу в полицию, 31.1.1920 был официально уволен с военной службы (при сокращении рейхсвера).
1.8.1935 вернулся на военную службу в звании подполковника, командир 2-го батальона 51-го пехотного полка. С 10.11.1938 командир 88-го пехотного полка 15-й пехотной дивизии.

## Вторая мировая война
В мае-июне 1940 участвовал во Французской кампании.
С 22.6.1941 участвовал в боях на советско-германском фронте, в том числе в р-не Минска, Могилева, Смоленска, Ельни, Вязьмы, под Москвой.
С 25.12.1941 командир 17-й пехотной дивизии, к-рая в этот момент входила в состав наступавшей на Москву группировки. В 1942 воевал в районе Юхнова и Гжатска.
С 1.4.1943 командир LXXXIV армейского корпуса, развернутым в Нормандии. С 1.8.1943 командир LXXXVII армейского корпуса в Северной Италии.
С 8.7.1944 командующий армейской группой «Цанген», которая затем переименована в армейскую группу «Прегорья Альп». С 25.8.1944 командующий 15-й армией во Франции. Оборонял устье Шельды и в течение 2 мес. — гавань Антверпена, затем вопреки распоряжению Ставки отвел армию на противоположный берег Шельды. Армия Цангена была окружена в Руре и в апр. 1945 уничтожена, а сам Цанген 17.4.1945 взят в плен. В 1948 освобожден.

## Звания
- Лейтенант — 18.8.1912 (патент от 23.8.1910)
- Подполковник — 1.8.1935
- Полковник — 1.3.1938
- Генерал-майор — 1.2.1942
- Генерал-лейтенант — 1.1.1943
- Генерал пехоты — 1.6.1943

## Награды
- Железный крест 2-го класса (13 сентября 1914) (Королевство Пруссия)
- Железный крест 1-го класса (19 марта 1915)
- Нагрудный знак «За ранение» (1918) чёрный
- Почётный крест Первой мировой войны 1914/1918 с мечами (1934)
- Медаль «За выслугу лет в вермахте» с 4-го по 1-й класс
- Медаль «За сооружение Атлантического вала» (1939)
- Пряжка к Железному кресту 2-го класса (9 ноября 1939)
- Пряжка к Железному кресту 1-го класса (12 мая 1940)
- Медаль «За зимнюю кампанию на Востоке 1941/42» (1942)
- Рыцарский крест Железного креста с дубовыми листьями
  - рыцарский крест (15 января 1942)
  - дубовые листья (647) (5 ноября 1944)